# Мишра, Шьям Нандан Прасад
Шьям Нандан Прасад Мишра (англ. Shyam Nandan Prasad Mishra; октябрь 1920, Патна, Британская Индия — 25 октября 2004, Нью-Дели, Индия) — индийский политический деятель, министр иностранных дел Индии (1979—1980).

## Биография
Окончил юридический колледж в Патне. Принимал активное участие в национально-освободительном движении, подвергался тюремному заключению.
В 1950 г. избирается депутатом Временного парламента независимой Индии. Затем является депутатом Лок сабхи (нижней палаты национального парламента) первого, второго и шестого созывов.
В 1969—1971 гг. — лидер оппозиции в Раджья сабхе (верхней палате индийского парламента). Он был лидером оппозиции в Совет штатов с декабря 1969 по март 1971 года. В июне 1975 г. во время введения чрезвычайного положения вместе с лидерами оппозиционных сил подвергался аресту.
- 1951—1952 гг. — парламентский секретарь премьер-министра,
- 1954—1962 гг. — заместитель министра по вопросам планирования,
- 1967—1969 гг. — заместитель руководителя парламентской фракции Индийского национального конгресса,
- 1969—1971 гг. — лидер фракции в Раджья сабхе,
- 1979—1980 гг. — министр иностранных дел Индии.

Активно участвовал во внешнеполитической деятельности страны, принимая участие в составе официальных делегаций в работе многих международных конференций.